# Ostrovy Arktického institutu
Ostrovy Arktického institutu tvoří čtyři ostrovy a několik písečných kos v Karském moři. Nachází se 140 km západně od poloostrova Tajmyr, v Krasnojarském kraji. Od severu k jihu měří 45 km, největší šířka je 18 km. Ostrovy jsou ploché, nejvyšší bod dosahuje výšky 25 m (vrch Kucij nos na západě ostrova Bolšoj). Na ostrovech teče 13 říček, které měří více než 2 km, nejdelší má 4 km, a 9 jezer o průměru do 250 m. Jsou obkrouženy písčitými kosami, které od otevřeného moře oddělují mělké klidnější laguny a zátoky. Převládá arktická tundra.
Ostrovy byly objeveny v letech 1932–33 sovětskou expedicí na ledoborci Alexandr Sibirjakov. Souostroví je pojmenováno po Arktickém institutu (v čase objevu Všesvazový arktický institut Всесоюзный арктический институт), který výpravu organizoval.